# 海洋酸化

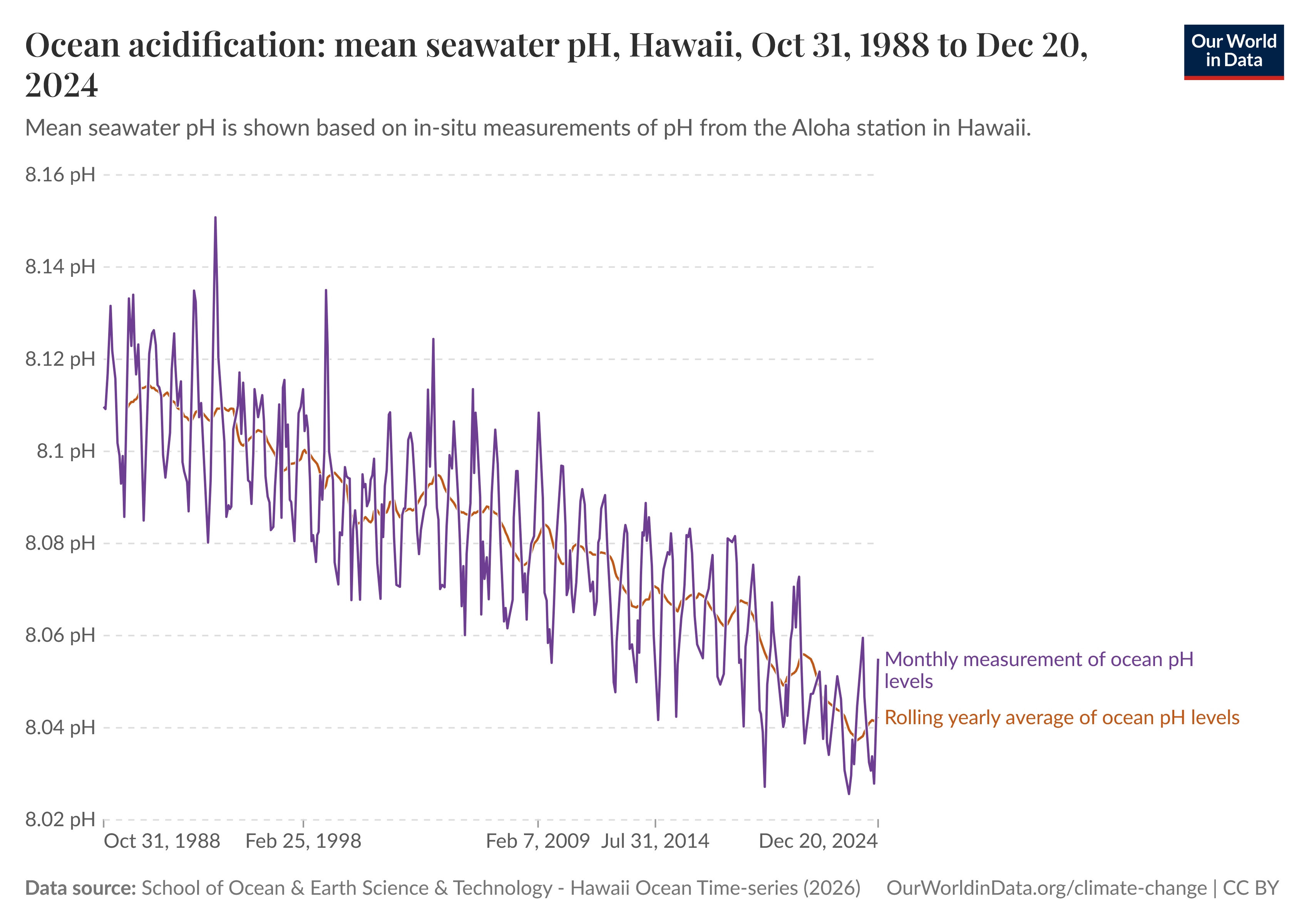
所謂"海洋酸化"指的是海洋的pH值隨著時間演進而降低的現象。

海洋酸化（英語：Ocean acidification）指的是地球海洋中海水的pH值隨時間演進而降低的現象。全球海洋表面層於1950年至2020年間的平均pH值已從約8.15下降至8.05。人類活動產生的二氧化碳（CO2)）排放是海洋酸化的主要原因，大氣中二氧化碳濃度於2020年已超過410百萬分比（ppm）。這些二氧化碳會被海洋吸收，產生碳酸 (H
2CO
3)，並分解成碳酸氫根離子 (HCO−
3) 和氫離子 (H+
)。游離氫離子會將海水中pH值降低（酸度增加）（但並不表示現在海水已呈酸性，由於目前pH值仍高於8，呈鹼性），並降低海水中碳酸鹽飽和性。海洋中生物鈣化活動（如軟體動物和珊瑚）依賴取得碳酸鈣（CaCO
3）來建構保護殼和骨骼，會因此變得特別脆弱。
pH值降低0.1代表世界海洋中的氫離子濃度增加26%（pH值是種對數的概念，因此pH單位變化1相當於海水中氫離子濃度變化為10倍）。海洋表面層的pH值和碳酸鹽飽和狀態會隨海洋深度和位置而變化。較冷和較高緯度的水域能夠吸收更多的二氧化碳，而導致更高的酸度，而將這些區域海水的pH值和碳酸鹽飽和性降低。影響大氣-海洋二氧化碳交換以及當地海洋酸化的其他因素包括有洋流和上升流的區域、靠近大型河流出海口、海冰覆蓋，以及燃燒化石燃料和農業活動造成的氮與硫排放。
海洋pH值下降對海洋生物有一系列的有害影響，包括生物鈣化活動減少、代謝率降低、免疫反應轉弱，以及生殖能量等減少。因此海洋酸化正在影響為大部分人類提供食物、生計和其他生態系服務的海洋生態系統。估計全球約有10億人完全或是部分依賴珊瑚礁提供的漁業、旅遊業和沿海管理服務。海洋持續酸化後將會威脅到與海洋相關的食物鏈。
聯合國永續發展目標 14（涉及"水下生命"的目標）是"最大限度減少和解決海洋酸化的影響"。減少二氧化碳排放（即氣候變化緩解措施）是解決導致酸化根本原因的唯一解決方案。消除大氣中二氧化碳將有助於扭轉這種趨勢。更特定的碳截存手段（例如增強海洋鹼性、增強風化）也可減少酸化，這些策略仍在研究階段，技術成熟度較低，風險仍多。
海洋酸化過程曾在地球歷史中發生過數次。由此產生的海洋生態崩潰對全球碳循環和氣候造成長期的影響。

## 成因

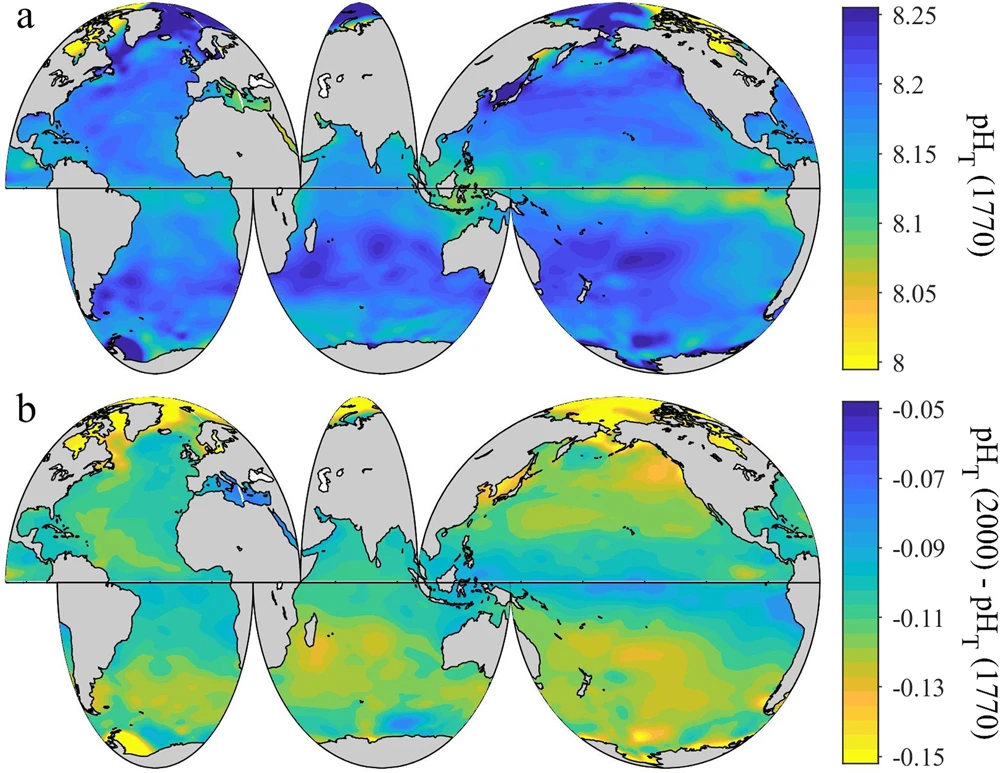
全球海洋表面層pH值分佈圖（上圖（Panel a）：1700年的約略年度平均pH值，下圖（Panel b）1700年平均值與2000年年度平均pH值間的差異）。

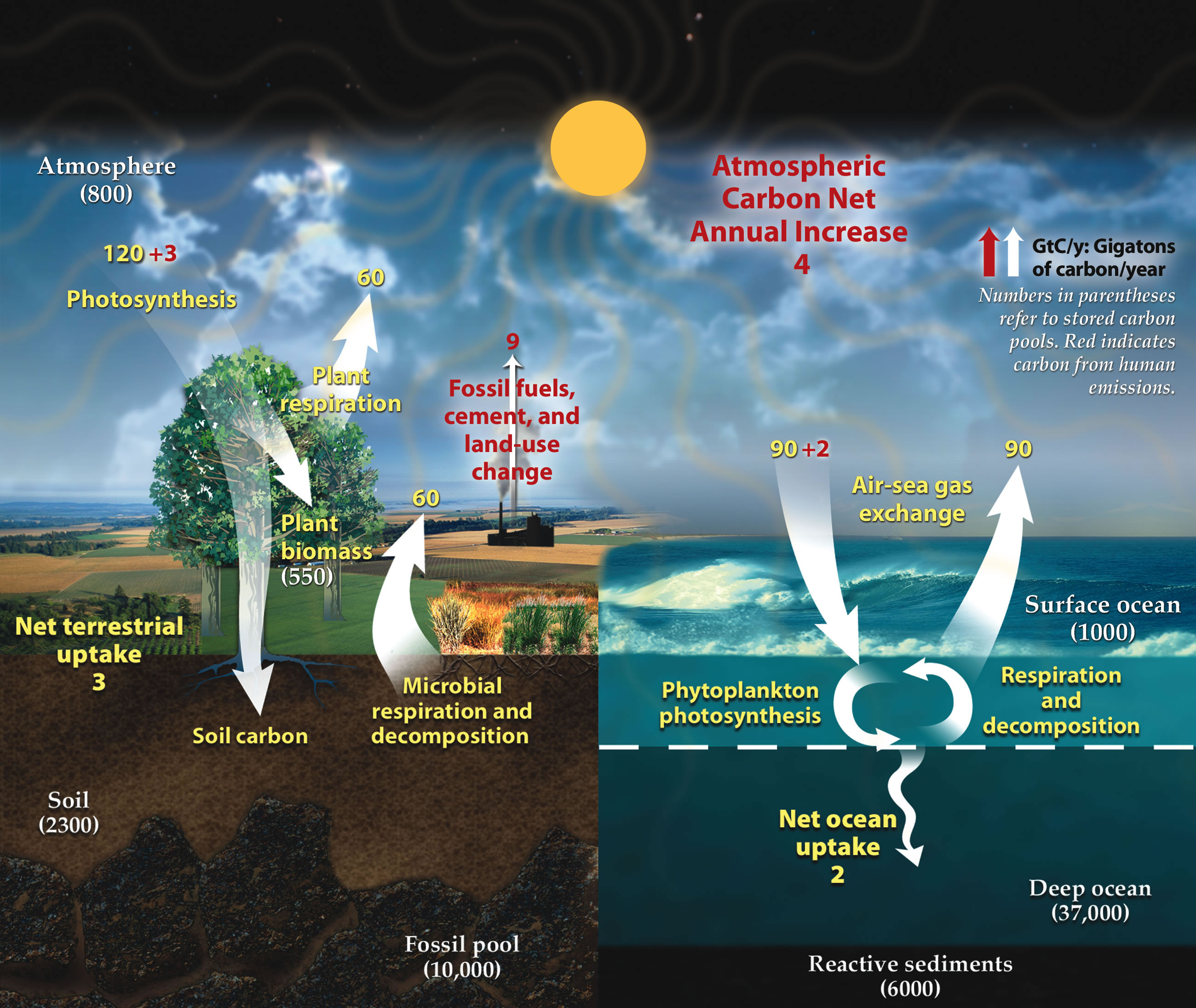
地球於"快速碳循環"中，每年有幾吉噸（gigatons，或簡寫為Gt，十億噸）的碳在陸地、大氣與海洋之間移動。黃色數字代表自然產生的通量、紅色數字代表人類產生的排放，白色數字代表儲存的碳。"慢速碳循環"（也稱深層碳循環，如火山噴發與板塊活動所產生）的碳活動未包括在內。

全球於2021年的大氣中二氧化碳濃度約為415ppm，比第一次工業革命前高出約50%。目前的高水準和快速增長速度是在地球過去5,500萬年的地質記錄中前未曾見過。這種過量二氧化碳排放顯然是由人類所驅動：包括使用化石燃料、進行工業流程和土地利用與利用利用改變所導致。海洋目前充當人為二氧化碳的碳匯，所吸收的約佔人為二氧化碳排放總量的四分之一。海洋吸收額外的二氧化碳後，導致海水酸鹼化學發生全面轉變，結果是更低的pH值和更低的碳酸鹽飽和性，對許多海洋生物的生存構成威脅。
全球海洋自1850年起已累計吸收達175±35吉噸的碳，其中三分之二以上 (120吉噸) 是從1960年起才被吸收的。海洋在史上吸收的碳隨著人為呈指數增長的排放而增加。全球海洋於1850年到2022年期間已吸收人為排放總量的26%。於1850年至2021年期間，全球的碳排放量為670±65吉噸，41%滯留在大氣中、26%進入海洋，與31%留存在陸地上。
碳循環描述的是海洋、陸地生物圈、岩石圈和大氣之間的二氧化碳交換。碳循環涉及有機化合物（例如纖維素）和無機碳化合物（例如二氧化碳、碳酸根離子和碳酸氫根離子,統稱為溶解無機碳（DIC））。這些無機碳化合物囊括海洋中多種形式的溶解二氧化碳，在海洋酸化中發揮尤其重要的作用。
當二氧化碳溶解於水時，會與水反應而形成離子和非離子化學物質，呈平衡狀態：溶解的游離二氧化碳(CO
2(aq)))、碳酸(H
2CO
3)、碳酸氫鹽(HCO−
3) 和碳酸鹽(CO2−
3 ）。這些成分間的比例取決於海水溫度、壓力和鹽度等因素（如比耶魯姆圖所示）。此類不同的溶解無機碳透過海洋溶解泵從海洋表面層轉移到其內部。可用雷維爾係數（也稱緩衝係數）來衡量海洋吸收大氣中二氧化碳的阻力。

## 主要影響
海洋吸收人為二氧化碳之後，導致其化學性質改變。:395海洋於過去270年（自1750年左右開始）中約已吸收近3成的人為二氧化碳排放量，其pH值、碳酸根離子濃度和碳酸鈣礦物飽和狀態(Ω) 一直在下降，此過程通常被稱為"海洋酸化"，導致海洋鈣化生物更難構建保護殼或骨骼，最終是廣泛的海洋生態系統受害。
海洋酸化被稱為"全球氣候變化的邪惡孿生兄弟"和"另一個二氧化碳問題"。海洋溫度升高、氧氣含量降低與海洋酸化同時發生，三者構成氣候變化對海洋環境壓力的"致命三重奏"。此對珊瑚礁和其他有殼海洋生物以及依賴前兩者提供生態系服務族群的影響最為嚴重。

### pH值降低
二氧化碳溶入海水後會增加其氫離子濃度，而將pH值降低，如下方程式所示：
在淺海區沿岸和大陸棚區域，有幾個因素相互作用，會影響大氣-海洋件二氧化碳交換，及由此產生的pH值變化，其中包括生物過程，（例如光合作用和呼吸作用），及海水上升流。此外，流入沿海水域的淡水所產生的河流代謝會造成大量，但屬於局部性的pH值變化。
淡水水體似乎也在酸化，但呈現的是一個更複雜且不太明顯的現象。

### 降低海洋生物鈣化作用

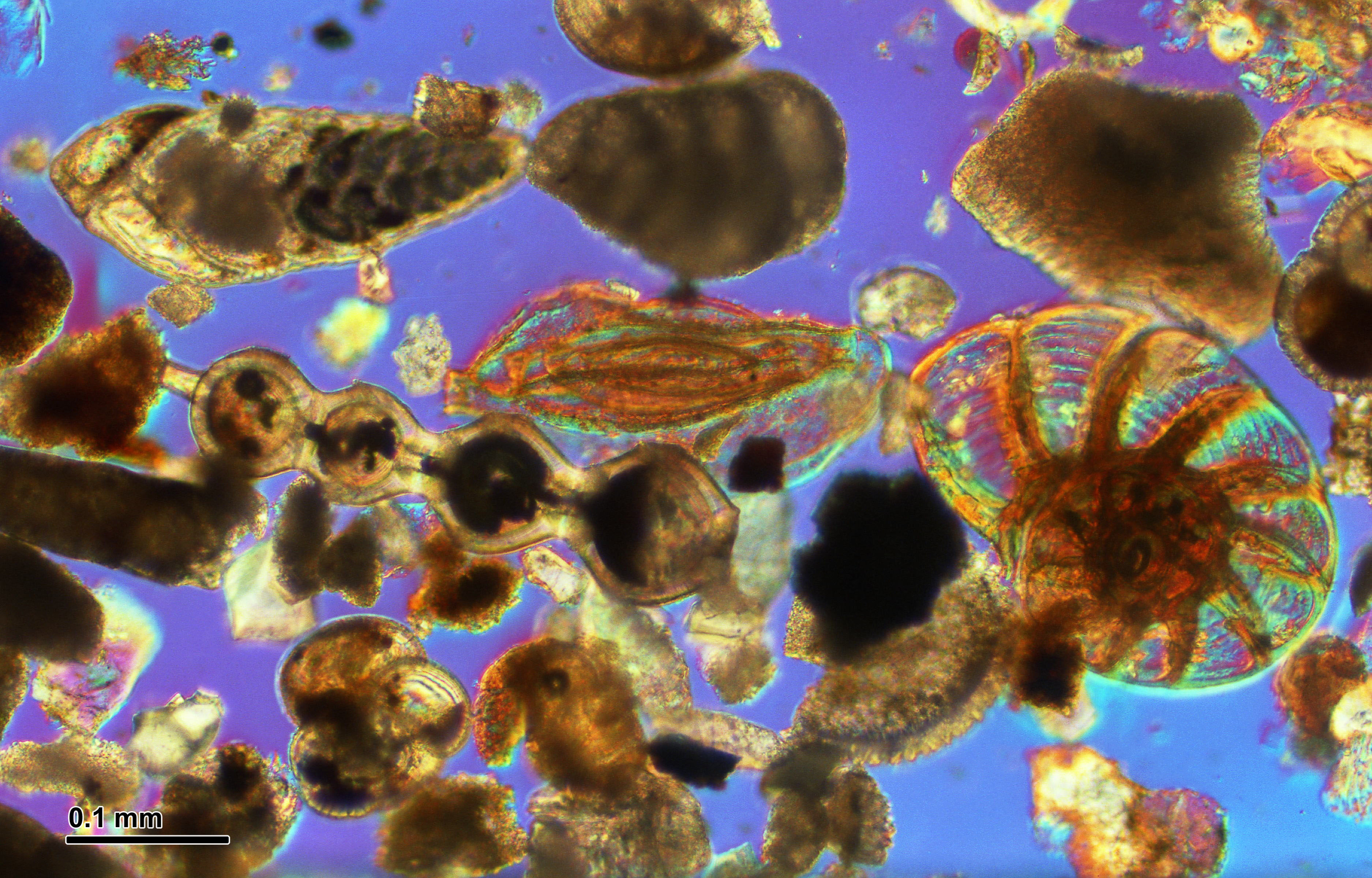
使用微分干涉相差顯微鏡所看到的各種有孔蟲門樣本。

比耶魯姆圖所示，由於海洋酸化，海水中溶解二氧化碳和碳酸氫鹽濃度增加，以及碳酸鹽濃度降低。

海洋化學變化會對生物體及其棲息地產生廣泛的影響，分為直接和間接的兩種。酸度增加的最重要影響之一與生物碳酸鈣外殼的形成有關。生物鈣化作用涉及將溶解離子沉澱成固體碳酸鈣結構，對於多種海洋生物（例如鈣板金藻、有孔蟲門、甲殼動物、軟體動物等）的生物學和生存很重要。外殼形成之後，除非周圍海水含有飽和性濃度的碳酸根離子，否則很容易溶解。
添加到海洋中的額外二氧化碳很少以溶解的形式存在。大部分會分解成額外的碳酸氫根和游離氫離子。氫的增加大於碳酸氫鹽的，造成反應不平衡：
HCO−
3 ⇌ CO2−
3 + H+

為保持化學平衡，海洋中已有的一些碳酸根離子會與一些氫離子結合，進一步生成碳酸鹽。海洋碳酸根離子的濃度會因此降低，而把海洋生物建構外殼（即鈣化作用）的重要元素剝奪：
Ca2+ + CO2−
3 ⇌ CaCO
3
比耶魯姆圖中顯示溶解二氧化碳和碳酸氫鹽濃度的增加，以及碳酸鹽濃度的降低。

### 飽和狀態降低

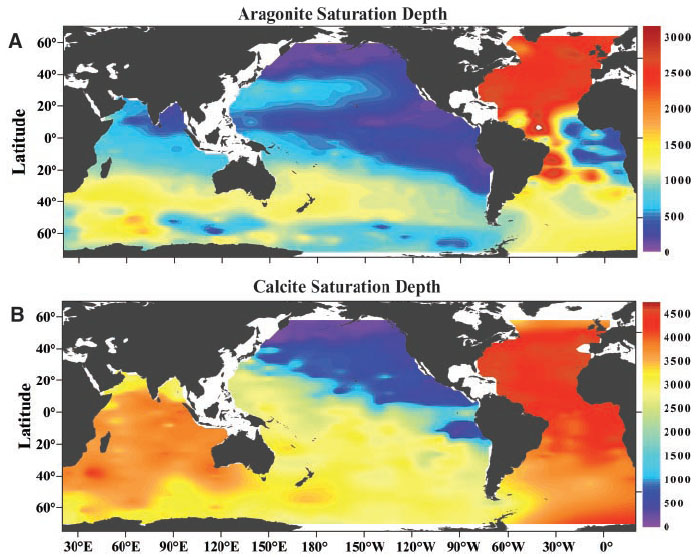
全球海洋中（A）霰石及（B）方解石
於不同深度的飽和性分佈圖。

海水中礦物的溶解度狀態（飽和性，以Ω表示）是礦物形成或溶解的熱力學勢的量度，而碳酸鈣則由以下方程式描述：
{\displaystyle {\Omega }={\frac {\left[{\ce {Ca^2+}}\right]\left[{\ce {CO3^2-}}\right]}{K_{sp}}}}
此處的Ω是形成礦物（Ca2+和CO32−）反應離子的濃度（或活性度）除以平衡時的表觀化學平衡 (Ksp) 的乘積，即當沉澱和溶解速率相等時。海水中的溶解邊界是由於溫度、壓力和深度而形成，稱為飽和層位。高於此飽和水平，Ω的值會大於1，碳酸鈣不易溶解。大多數鈣化生物生活在這樣的水域。低於此表面層深度，Ω的值小於1，碳酸鈣將會溶解。碳酸鹽補償深度是碳酸鹽溶解平衡海底碳酸鹽供應的海洋深度，此深度以下的沉積物將不含碳酸鈣。海水中二氧化碳水平增加以及由此導致的pH值降低，會將CO32−的濃度和碳酸鈣的飽和狀態降低，而增加碳酸鈣的溶解。
碳酸鈣最常以兩種同質異形體出現：霰石和方解石。霰石比方解石更易於溶解，因此霰石飽和層位和補償深度總是比方解石飽和層位更接近海洋表面層。這也表示那些產生霰石的生物會比那些產生方解石的生物體更容易受到海洋酸度變化的影響。海洋酸化和由此導致的碳酸鹽飽和狀態降低，導致這兩種碳酸鹽的飽和水平往上移動到更接近海洋表面層的位置。飽和狀態降低，是導致海洋生物鈣化減少的主要因素之一，因為無機碳酸鈣沉澱與其飽和狀態成正比，且在飽和狀態較低的水域中會對鈣化生物形成壓力。

### 自然變異與氣候回饋
近來有大量含未飽和霰石的海水在北美洲太平洋大陸棚區域（從加拿大溫哥華往南到北加利福尼亞州的附近）上湧。這些大陸棚海洋因有大多數海洋生物在那裡生活或產卵，因此會對當地海洋生態系統產生重要影響。其他大陸棚海域可能也會經歷類似的影響。
在海洋深處達數千公尺的地區，隨著壓力的增加和溫度的降低，控制碳酸鈣沉澱的化學平衡發生變化，碳酸鈣殼開始溶解。發生這種情況的深度稱為碳酸鹽補償深度。海洋酸化將增加這種溶解作用，並在數十至數百年的時間尺度上導致碳酸鹽補償深度變淺。發生下沉流的區域會首先受到影響。
在北太平洋和北大西洋中的飽和狀態也在減少（碳酸鹽補償深度變得越來越淺）。:396海洋不同水層混合導致二氧化碳進入更深的海域，廣闊海洋的酸化也在進展中，而導致碳酸鹽補償深度變得更淺。在北太平洋，這些碳酸鹽飽和度深度會以每年1-2公尺的速度往上升。:396
預計未來幾個世紀中，由於海洋酸化而導致碳酸鹽沉積物埋藏量顯著減少，甚至會發生已存在碳酸鹽沉積物受到溶解。

## 測量值和估計值

### 當今和近代歷史

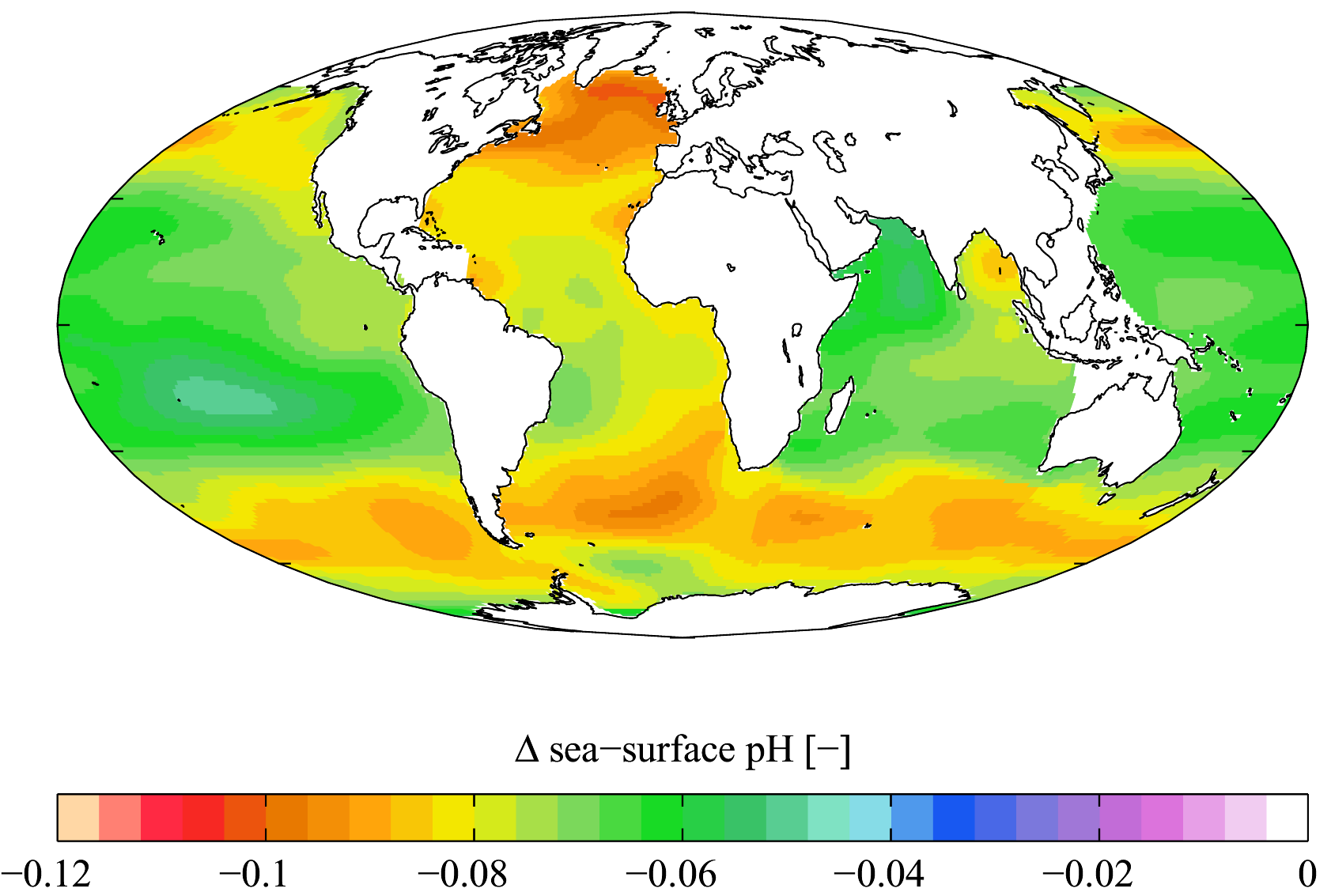
由全球海洋資料分析計畫（GLODAP）與世界海洋地圖集取得的數據而製作的全球海洋圖表，顯示介於1700年代至1900年代之間，由於人為排放二氧化碳增加，導致其中的pH值變化。

估計在1950年至2020年間，海洋表面層的平均pH值從約8.15下降至8.05。表示世界海洋中的氫離子濃度增加約26%。例如單單在1995年至2010年的15年期間，從夏威夷到阿拉斯加州的太平洋上層100公尺，酸度就增加6%。
IPCC第六次評估報告指出，"目前海洋表面層的pH值是至少過去26,000年來未曾見過，目前的變化速度也至少是自那時期以來前所未見。":76在過去20-30年間，全球海洋內部的pH值均有所下降。:76報告並指出，"自20世紀80年代末以來，開闊海洋表面層海水的pH值每十年下降約0.017至0.027"。:716
pH值下降速度因地區而異，由不同的強迫機制之間複雜的相互作用所造成：:716 "在熱帶太平洋，其中部和東部上升流區域的pH值下降速度更快，每十年下降0.022至0.026。"被認為是"除吸收人為二氧化碳之外，富含二氧化碳的下層水流上升增加所致。":716 一些地區表現出較慢的酸化速度：在熱帶西太平洋的暖水團中，每十年可觀測到pH值下降0.010至0.013。:716
海洋酸化發生的速度可能會受到海面溫度變暖速度的影響，因為溫暖的海水不會吸收那麼多的二氧化碳。當海水變暖幅度加大，將會限制二氧化碳吸收，並導致pH值變化較小。不同海盆溫度變化是造成不同地區酸化速率差異的主要原因之一。
目前的海洋酸化速度類似於古新世－始新世極熱事件（PETM，約5,600萬年前）的溫室事件，當時海面溫度上升5-6 °C，導致海洋表面層生態系統經歷各種影響，但深海的海底生物卻經歷一次重大物種滅絕。目前碳由大氣進入海洋系統的速率大約是古新世－始新世極熱事件發生的速率的十倍。
目前全球已建造，或正在建造分佈廣泛的觀測系統，用於監測全球大洋和一些沿海系統的海水二氧化碳化學和酸化進程。
| 地點                                                            | 酸度變化 每十年 | 期間              | 資料來源         | 發佈日期 |
| --------------------------------------------------------------- | --------------- | ----------------- | ---------------- | -------- |
| 冰島                                                            | 降低0.024       | 1984年 – 2009年   | 直接測量         | 2009年   |
| 德瑞克海峽（於南美洲南端）                                      | 降低0.018       | 2002年 – 2012年   | 直接測量         | 2012年   |
| 加那利群島 (取自全球海洋氣候研究估算狀態（ESTOC）資料庫)        | 降低0.017       | 1995年 – 2004年   | 直接測量         | 2010年   |
| 夏威夷 (取自夏威夷海洋時間序列Hawaii Ocean Time-series研究結果) | 降低0.019       | 1989年 – 2007年   | 直接測量         | 2009年   |
| 百慕達 (取自百慕達西洋時間序列研究研究結果)                     | 降低0.017       | 1984年 – 2012年   | 直接測量         | 2012年   |
| 珊瑚海                                                          | 降低0.002       | ~1700年 – ~1990年 | 透過氣候代理重建 | 2005年   |
| 東地中海n                                                       | 降低0.023       | 1964年 – 2005年   | 透過氣候代理重建 | 2016年   |

|            | 站名, 地區                                                       | 研究期間                        | pH值變化 每十年     |
| ---------- | ---------------------------------------------------------------- | ------------------------------- | ------------------- |
| 赤道太平洋 | Tropical Atmosphere Ocean (TAO）網絡                             | 2004年 – 2011年                 | 降低0.026           |
| 印度洋     | Indian Ocean Subtropical Productivity Study (IO-STPS)項目        | 1991年 – 2011年                 | 降低0.027           |
| 地中海     | Dynamics of the Mediterranean Frontal System (Dyfamed)項目       | 1995年 – 2011年                 | 降低0.03            |
| 北大西洋   | 冰島海 (68°N, 12.67°W)                                           | 1985年 – 2008年 1985年 – 2010年 | 降低0.024 降低0.014 |
| 北大西洋   | 伊爾明厄海 (64.3°N, 28°W)                                        | 1983年 – 2004年                 | 降低0.026           |
| 北太平洋   | North Pacific Subtropical Stommel-Yang System (NP-STSS)          | 1991年 – 2011年                 | 降低0.01            |
| 南冰洋     | 西南極半島的Palmer Long-Term Ecological Research（PAL-LTER）項目 | 1993年 – 2012年                 | 增加0.02            |

### 地質歷史
在地球歷史上曾發生過海洋酸化事件 -在卡皮坦紀大滅絕期間、二疊紀—三疊紀滅絕事件期間、三疊紀-侏羅紀滅絕事件期間、和在白堊紀—古近紀滅絕事件期間。
這五次地質歷史中的大規模物種滅絕事件，其中三起與大氣中二氧化碳快速增加有關，可能是由於火山作用和/或海洋氣體水合物的熱解離所致。水中二氧化碳濃度升高影響到生物多樣性。由於海水吸收火山產生的二氧化碳而導致的碳酸鈣飽和度下降，被認為是三疊紀-侏羅紀滅絕事件中海洋大規模物種滅絕的一種可能機制。三疊紀-侏羅紀滅絕事件仍然是海洋酸化所導致大規模滅絕最為明確的一例，因為（a）碳同位素記錄顯示當時火山活動增強，降低碳酸鹽沉積，而降低碳酸鹽補償深度和碳酸鹽飽和度且(b)據實驗研究預測，滅絕對擁有厚霰石骨架的生物體具有明顯的針對性，海洋酸化也被認為是二疊紀—三疊紀滅絕事件和白堊紀—古近紀滅絕事件的原因之一。總體而言，多種氣候壓力源（包括海洋酸化在內）可能是地質滅絕事件的原因。
海洋酸化導致最顯著的例子是古新世—始新世極熱事件，發生於大約5,600萬年前，當時有大量碳進入海洋和大氣，導致許多海盆的碳酸鹽沉積物溶解。使用相對較新的pH地球化學測試方法顯示整個PETM時期的pH值下降0.3個單位。一項針對海洋碳酸鹽系統飽和狀態的研究顯示在PETM期間可能並未發生太大變化，在最好的地質類比下，而是當時的碳釋放速率比人類引起的碳排放慢得多。但仍需要更強的檢測氣候代理方式來測試飽和狀態，以評估這種pH變化對鈣化生物的影響程度。

## 預測未來值

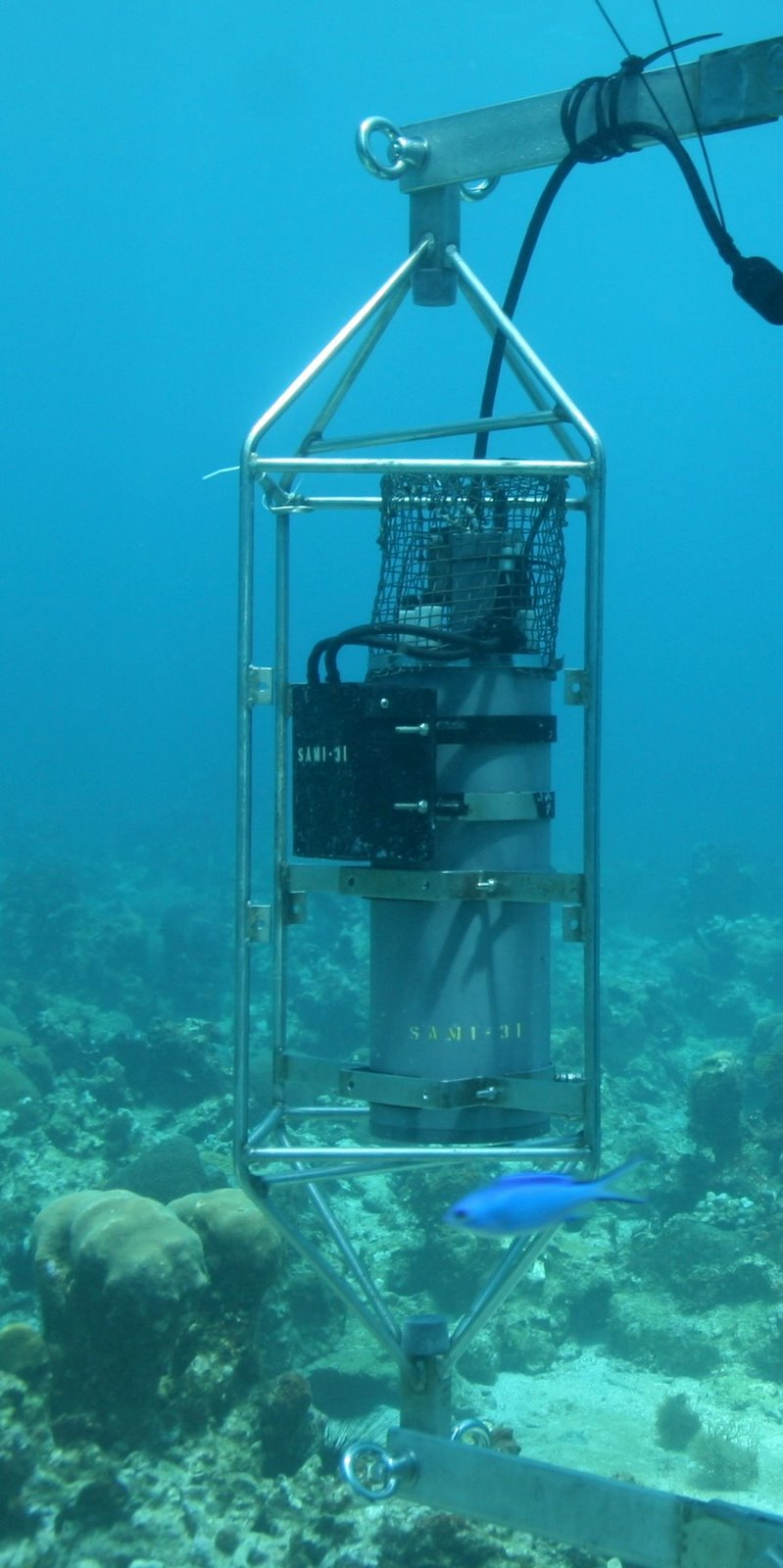
由NOAA所屬大西洋海洋與氣象實驗室於珊瑚礁附近架設的原位二氧化碳濃度偵測器（珊瑚礁早期警示系統），用以研究海洋酸化之用。

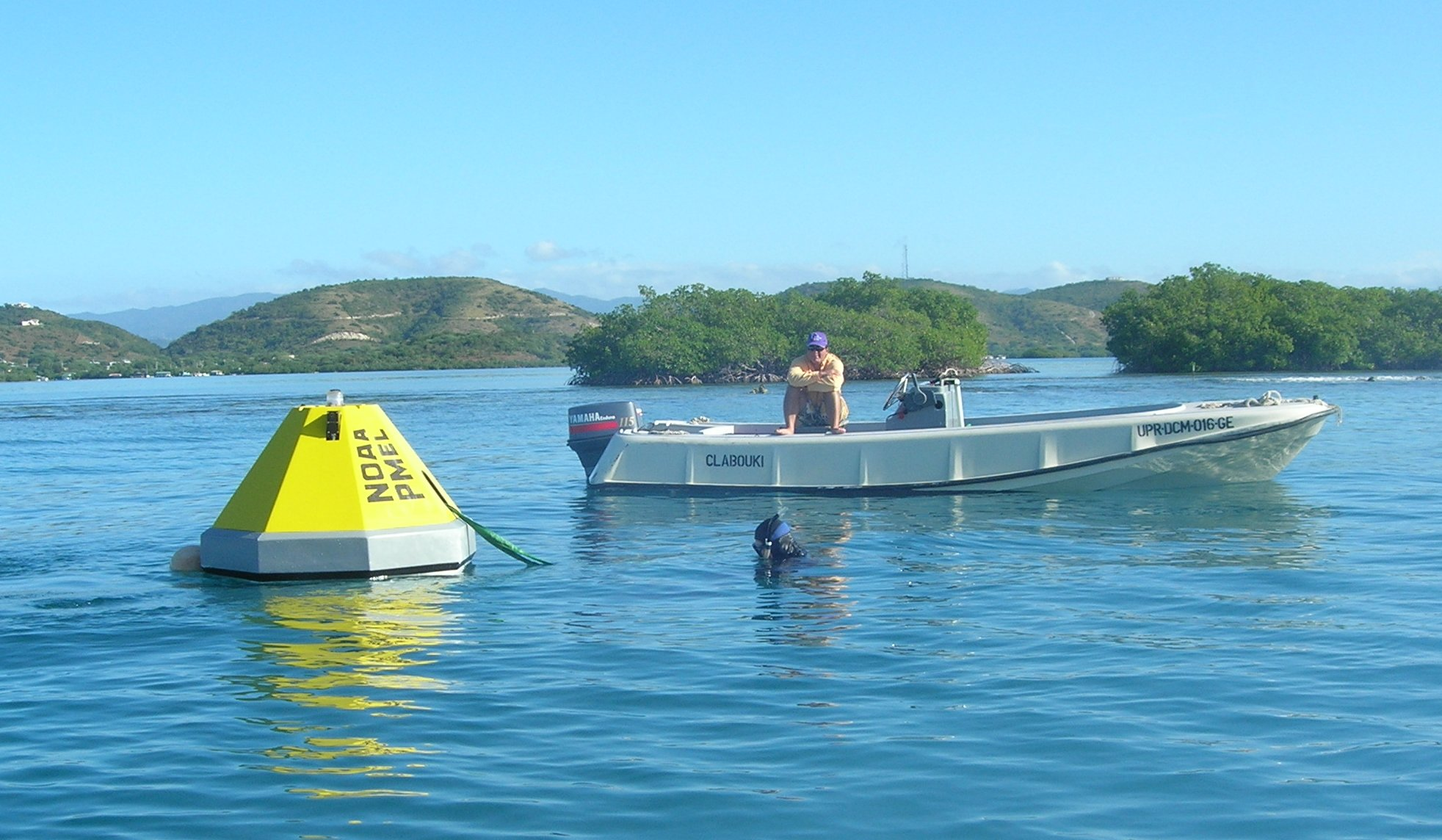
由NOAA所屬太平洋海洋環境實驗室架設的繫留自動二氧化碳偵測浮標，供海洋酸化研究用。

重要的是目前海洋酸化的速率遠高於過往地質歷史。這種更快的變化會妨礙生物體以漸進的方式去調適，並阻擋氣候循環反饋發揮作用以減輕海洋酸化。目前海洋酸化，導致pH值朝低於過去3億年的方向前進。估計目前的海洋酸化速度，（即pH值降低速度）也是前所未有。由此而預測的未來值被認為將會是地質記錄中未曾見過的。海洋pH值下降與其他海洋生物地球化學變化相結合，將可能會破壞海洋生態系統的功能，並從2100年開始擾亂許多與海洋相關的商品和服務。
海洋化學進一步變化的程度（包括海洋pH值），將取決於各國及其政府採取的氣候變化緩解措施。使用共享社會經濟路徑 (SSP) 情景可對全球社會經濟變化進行建模。
在非常高的排放情景下 (SSP5-8.5)，模型預測到本世紀末（相對於19世紀末），海洋表面層pH值可能下降多達0.44個單位。:608表示會低至約7.7，並且表示氫離子濃度比迄今已增加的，會再增加兩到四倍。
| 時間段                                     | 海洋表面層 pH值 (接近) |
| ------------------------------------------ | ---------------------- |
| 第一次工業革命之前 (1850年)                | 8.17                   |
| 當前 (2021年)                              | 8.08                   |
| 將來 (2100年) 於低排放情景下 (SSP 1-2.6)   | 8.0                    |
| 將來 (2100) 於非常高排放情景下 (SSP 5-8.5) | 7.7                    |

## 對海洋生物鈣化的影響

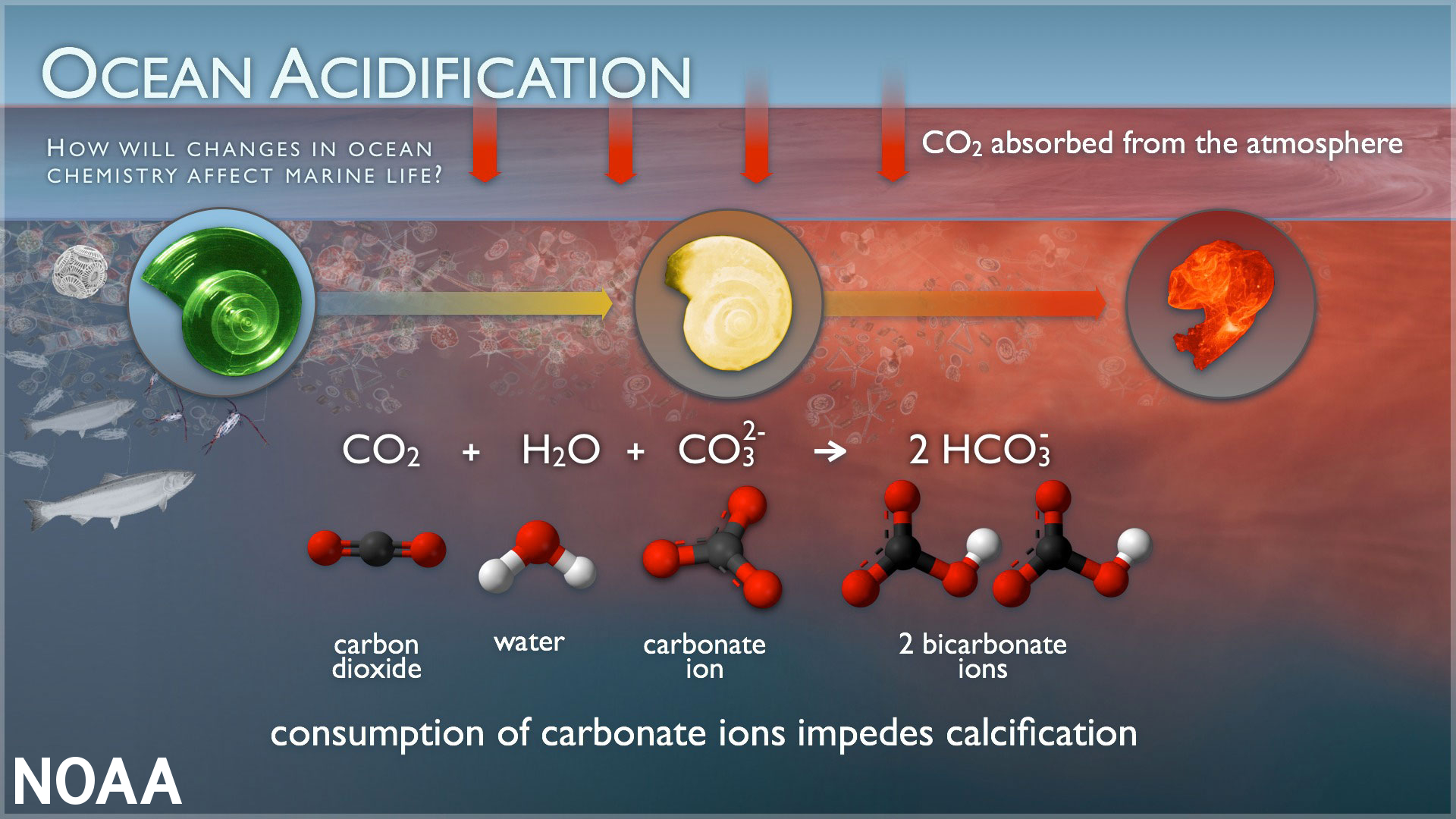
圖表顯示一翼足目外殼於低pH值海水中隨時間演進而溶化的進程。（來源：NOAA）

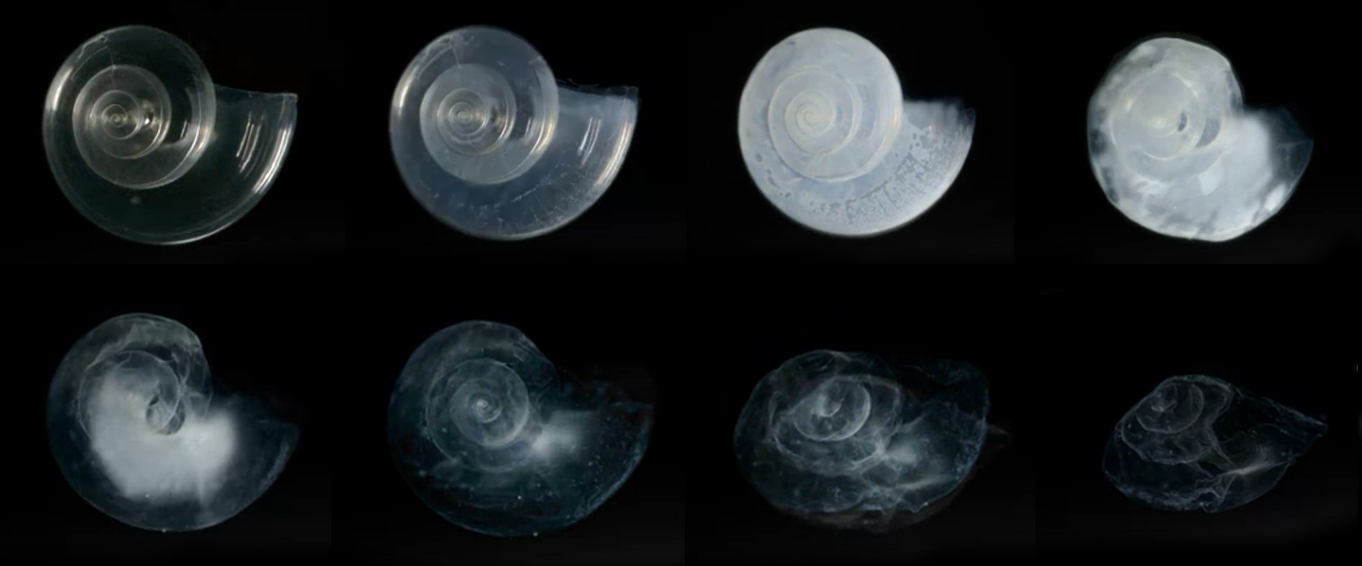
根據2100年的海洋化學預測，一翼足目外殼可於45天內溶化的不同階段圖像。（來源：NOAA）

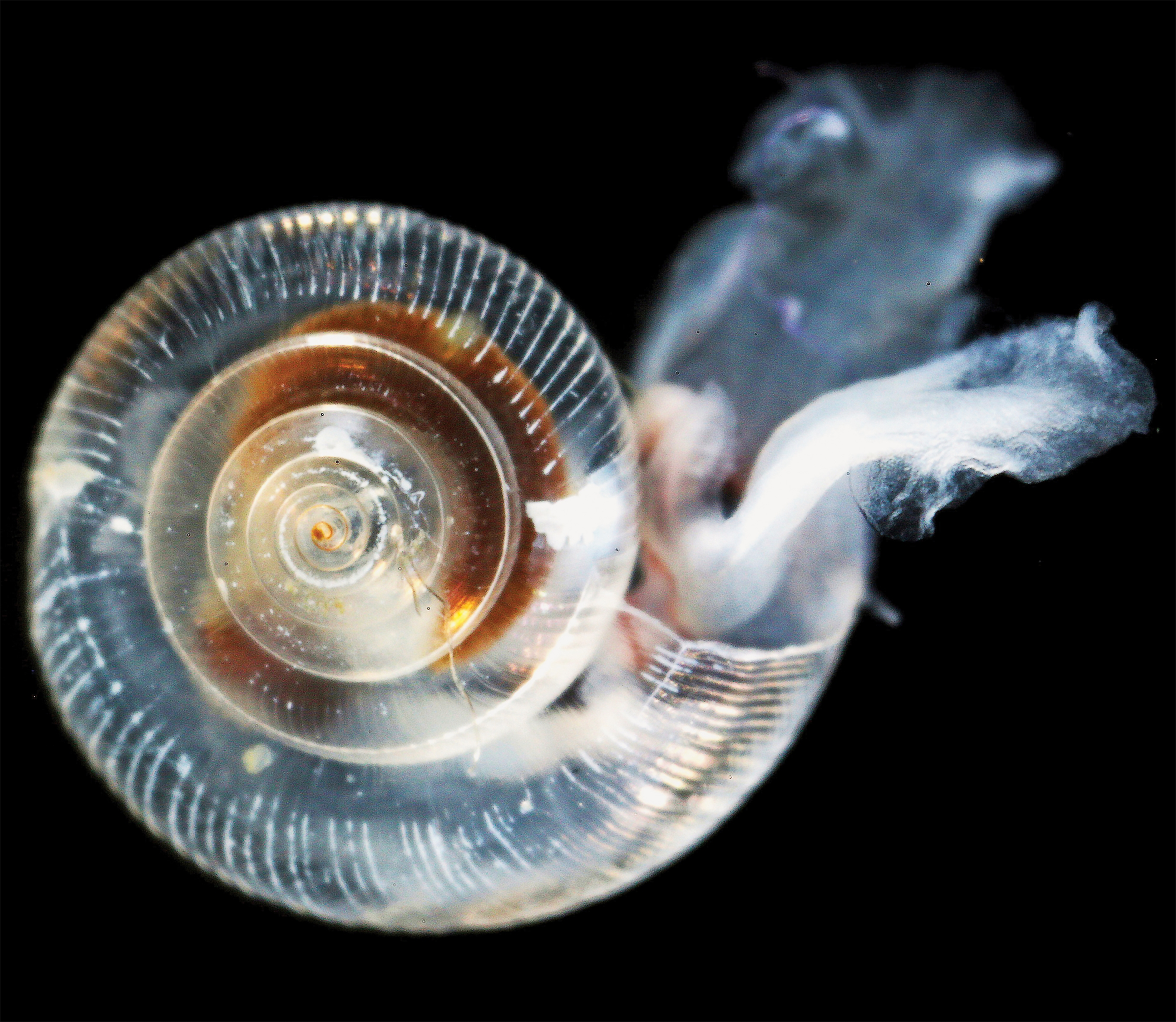
因海洋酸化造成不健康的翼足目外殼，上方邊緣破損、右下方呈霧狀及正下方螺紋變得嚴重脆弱。（來源：NOAA）

### 研究結果的複雜度
海洋酸化導致的生物鈣化作用變化，對整體生態的後果很複雜，但許多鈣化物種可能會受到不利影響。:413海洋酸化加劇後會讓生物體更難取得碳酸根離子，無法生產堅硬的外殼。海洋鈣化生物跨越食物鏈（從自營生物到異營生物），包括有鈣鈑金藻、珊瑚、有孔蟲門、棘皮動物、甲殼動物和軟體動物等。
地球總體上的所有海洋生態系統都將受到酸化和其他幾種海洋生物地球化學變化的影響。海洋酸化將會迫使一些生物體做資源重分配，以維持鈣化作用。例如長牡蠣（Magallana gigas）被認為會因海水中pH值失衡，而改變代謝及鈣化速率。
方解石和霰石在正常條件下會在表面層海水中維持穩定（因為碳酸根離子於海水中維持相對過飽和狀態）。但隨著海洋pH值下降，碳酸根離子的濃度會降低。碳酸鈣變得不夠飽和，其結構易受到鈣化應力和溶解的影響。研究顯示特別是珊瑚、鈣鈑金藻、珊瑚藻目、有孔蟲目、貝類和翼足目暴露於升高濃度的二氧化碳時會減少鈣化或溶解增強。即使現在開始採取積極的海洋保護措施，也可能無法將許多受影響的貝類種群恢復。
一些研究發現不同生物對海洋酸化有不同的反應，在大氣pCO2（二氧化碳的分壓） 升高的情況下，鈣鈑金藻的鈣化和光合作用均會增加,但隨著二氧化碳升高，初級生產和鈣化會同樣下降，不同物種的反應方向並不相同。
赭色海星在酸度增加的水域中會加快生長。
海洋酸化導致生物鈣化作用減少，會影響到海洋生物驅動將碳從大氣移轉到海洋內部和海底沉積物的封存，而將所謂的生物泵作用減弱。海洋酸化也會減少南極洲海洋浮游植物的尺寸，將其儲存碳的效率降低。人們越來越多透過使用生理框架（包括不利後果路徑（AOP）框架）來研究及模擬此類變化。

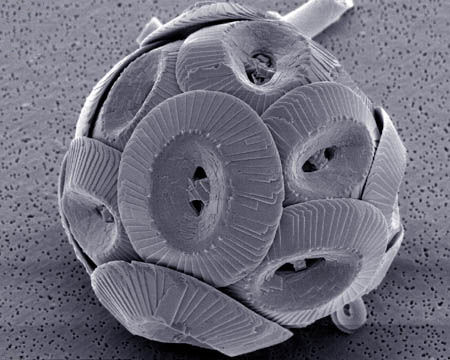
來自北大西洋，一種名為Coccolithus pelagicus的鈣板金藻。

### 鈣板金藻
鈣板金藻是種單細胞真核浮游植物（藻類）。了解此種藻類的鈣化變化會特別重要，因為其減少後可能會對氣候產生二次影響：它將透過影響海洋雲層來降低地球的反照率，而加劇全球暖化。一項於2008年所做，對北大西洋沉積物岩心進行的研究發現，雖然1780年至2004年工業時期中鈣板金藻的物種組成保持不變，但這種藻類的體型於此期間已增加40%以作應對。

### 珊瑚
由於海洋變暖、海洋酸化、污染和過度捕撈等活動造成的多重物理損害，暖水珊瑚正在明顯減少（在過去30-50年裡已損失50%），預期這些壓力還會加劇。:416
珊瑚生長外骨骼的內部隔間（腔腸）中的液體對於鈣化生長極為重要。當外部海水中霰石的飽和狀態達到環境水平時，珊瑚會在腔腸中迅速生長霰石晶體，其外骨骼也會迅速生長。如果外部海水中霰石的飽和狀態低於環境水平，珊瑚就必須更努力維持腔腸內平衡，而減慢霰石晶體的生長，導致外骨骼生長速度減慢。當將霰石泵入內部隔間在能量上並非有利時，珊瑚會停止生長。根據目前碳排放進展，預計到2050-60年，大約有70%的北大西洋冷水珊瑚會生活在具有腐蝕酸性的水域中。
酸化主要會降低珊瑚建構緻密外骨骼的能力，而非影響外骨骼的線性延展。預計到本世紀末，某些珊瑚物種的外骨骼密度可能會減少20%以上。
在澳大利亞大堡礁一塊400平方米區域進行的一項原位實驗，當將海水中二氧化碳水平升高至接近工業化前的pH值，顯示淨鈣化會增加7%。一項類似的實驗將原位海水二氧化碳水平升高到2050年後不久的預估水平，結果發現淨鈣化會減少34%。
但一項於2007年至2012年對昆士蘭州和西澳大利亞州珊瑚礁的實地研究發現，由於珊瑚體內平衡調節，對環境pH值變化的抵抗力比之前想像的更強。發現是由熱變化（海洋熱浪），而非酸化，導致珊瑚白化，熱變化成為氣候變化導致珊瑚礁發生脆弱性的主要因素。

#### 二氧化碳滲漏點的研究
在某些地方，二氧化碳會從海底冒出，而局部改變海水中的pH值和其他化學成分。在這些二氧化碳滲漏處的研究中，發現不同生物體有不同反應。由於一些珊瑚物種對酸化的敏感性，而引發學界對位於二氧化碳滲漏點附近的珊瑚礁群落做大量研究。在巴布亞紐幾內亞，二氧化碳滲漏導致pH值下降，與珊瑚物種多樣性下降有關聯。然而在帛琉，二氧化碳滲漏與珊瑚物種多樣性減少並無關聯，但在低pH值地點，珊瑚骨骼受到侵蝕的程度會較高。

### 翼足目和蛇尾
翼足目和蛇尾是北極區域食物網的基礎，但都因酸化而受到嚴重破壞。翼足目動物的殼因酸化程度增加而溶解，蛇尾在重新生長附肢時會失去肌肉質量。翼足目動物需要霰石來製造其外殼，霰石由碳酸根離子和溶解的鈣和鍶構成，而酸化導致海水持續降低過飽合碳酸鹽含量。北極水域中有機物的降解將海洋酸化作用放大，一些北極水域已呈霰石不飽和狀態。
將蛇尾的卵暴露於預期北極酸化的條件時，它們會在幾天內死亡。同樣的，實驗中將溫帶海星（普通海星的親戚）幼蟲暴露於pH值降低0.2至0.4的環境時，只有不到0.1%能存活超過8天。

## 對生態系的其他影響

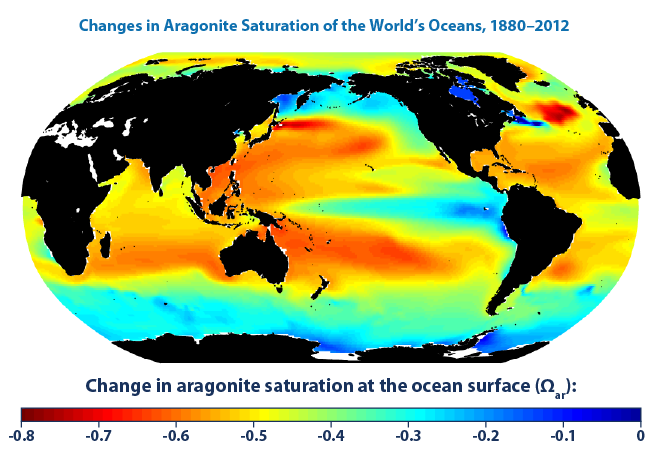
顯示全球海洋中霰石飽和性於1880年代與2006年-2015年（平均值）之間的變化，由於海洋酸化作用，幾乎全部的pH值均呈降低狀態。

### 其他生物影響
生物體除發生生物鈣化減慢和/或逆轉之外，還會遭受其他不利影響，或是對食物資源間接產生負面影響，或是直接產生生殖或生理影響。例如海洋中二氧化碳濃度升高會產生二氧化碳引起的體液酸化，稱為高碳酸血症。

#### 聲學特性
據觀察，增加酸度會降低美洲大赤魷的代謝率並抑制貽貝的免疫反應。可能是因為海洋酸化而改變海水的聲學特性，讓聲音更進一步傳播，增加海洋噪音。這會影響所有使用聲音進行回聲定位或溝通的動物。大西洋長鰭魷魚卵在酸化水中需要更長的孵化時間，同時孵化魷魚的平衡囊會較小而且呈畸形。但此類研究仍在進行中，且尚未完全了解這些過程對於海洋生物或生態系統中的影響。

#### 藻類和海草
海洋酸化的另一可能影響是有害藻華事件增加，而會導致鯷魚和貝類等小型生物體中的毒素（軟骨藻酸、短尾藻毒素、石房蛤毒素）累積，進而增加遺忘性貝類中毒、神經毒性貝類中毒及麻痺性貝毒的發生率。藻華可能有害，但其他有益的光合生物可能會受益於二氧化碳水平增加。最重要的是海草將從中受益。研究發現由於海草光合作用活性增強，生物鈣化藻類的速率也會上升，這可能是因為局部光合作用活性吸收二氧化碳，並提提升局部的pH值。

#### 魚苗
海洋酸化也會對海洋魚類的幼魚產生影響，例如嗅覺系統，這是它們早期發展中很關鍵的部分。海葵雙鋸魚幼魚主要生活在被植物包圍的海洋珊瑚礁中。而已知幼魚會利用嗅覺來分辨被植物包圍的珊瑚礁和未包圍的之間的差異。這種幼魚需此類能力以找到適合其生長的區域。海魚嗅覺系統的另一用途是區分其父母和其他成魚，以避免近親繁殖。
在一實驗性水族館中，海葵雙鋸魚被飼養在pH值8.15 ± 0.07的的海水中（與我們目前海洋的pH值相似）。為測試不同pH值的影響，將海水的pH值做兩種修改，與預測未來大氣二氧化碳水平的氣候變化模型對應。模型預測在2100年的二氧化碳濃度可能為1,000ppm（會達到7.8 ± 0.05pH值的程度）。
實驗顯示當由於暴露於7.8 ± 0.05的pH值海水中時，它們對環境訊號的反應與處於當前海洋pH值水平時的反應截然不同。於前者海水中，魚苗對任何提示均無反應。但一項於2022年發表的統合分析，發現已發表的測試海洋酸化對魚類行為影響的研究，其效應值在過去十年中已下降一個數量級，且在過去五年中的效應值已低到可忽略不計。 
鰻魚胚胎是種"極危物種"物種，也受到海洋酸化的影響，特別是歐洲鰻鱺。雖然其一生大部分的時間都在淡水中度過（通常是在河流、溪流或河口），但它們會在馬尾藻海產卵後死亡。歐洲鰻鱺關鍵生命階段之一於此地經歷海洋酸化的影響。
魚類胚胎和幼苗通常比成魚對pH值變化更為敏感（因其對pH值的調節尚未完全發育）。歐洲鰻鱺胚胎因此更容易受到馬尾藻海pH值變化的影響。 於2021所進行的一項研究，發現在生理反應能力有限的早期生命史階段，暴露於預測的本世紀末海洋pCO2條件將會影響該物種在自然界中的正常發育，而極端酸化會對孵化條件下的胚胎生存和發育產生負面影響。

### 酸化、升溫和低氧的複合效應

往赤道方向吹的風把氧氣最低帶的含低溶解氧、高營養及高溶解無機物的海水透過上升流，導致淺海區沿岸和大陸棚區域的pH值降低。

大量研究的結果顯示海洋酸化和海洋溫度升高，對海洋生物和海洋環境產生複合式的影響。這種影響遠超過兩者個別影響的加總。此外，海洋變暖以及二氧化碳水平升高導致浮游植物生產力增加，加劇海洋低氧。海洋低氧是其中生物的額外壓力源，會增加海洋分層，而隨著時間演進，會限制不同海水層間營養物質交換，並降低生物梯度。
已有統合分析將海洋酸化、暖化和脫氧對海洋造成有害影響的方向和程度進行量化。這些分析已經由模擬生態系统研究更進一步測試，研究模擬這些壓力源的相互作用，並發現會對海洋食物網造成的災難性影響：縱然海中二氧化碳增加可能會增加海中植物的初級生產力，但因為熱壓力對於海中植食性動物的壓力更大，而把此種效益抵銷。

## 對經濟和社會的影響
海洋酸度增加後會減緩水中的生物鈣化速度，導致珊瑚礁規模變小且生長緩慢，而珊瑚礁有支撐大約25%的海洋生物的功能，.所產生的影響是既深又遠 - 從漁業和沿海環境一直到海洋最深處。海洋酸度增加不僅導致珊瑚死亡，也摧毀依賴珊瑚礁所支持的各種海洋居民的生計。

### 漁業與旅遊業
海洋酸化產生的威脅也包括商業捕魚和沿海旅遊業的衰退。將來還可能會破壞多種海洋商品和服務，估計約有4至8億人的生計受到影響，取決於溫室氣體排放情景。
全球約有10億人完全或部分依賴珊瑚礁提供的漁業、旅遊業和沿海管理服務。海洋持續酸化將會威脅未來與海洋相關的食物鏈。

#### 北極
於北極海域的商業捕魚受到酸化威脅。從根本上威脅此地區的食物網。此地食物網屬於簡單型，從小型生物到大型掠食者中只有很少的步驟。例如翼足目動物是"許多高等掠食者 - 如大型浮游生物、魚類、海鳥、鯨 - 的主要獵物"。翼足類和蛇尾都是重要的食物來源，將其從簡單的食物網中移除，會對整個生態系統構成嚴重威脅。位於食物網底層的生物鈣化生物受到負面影響，漁業也會受到破壞。

#### 美國商業捕魚

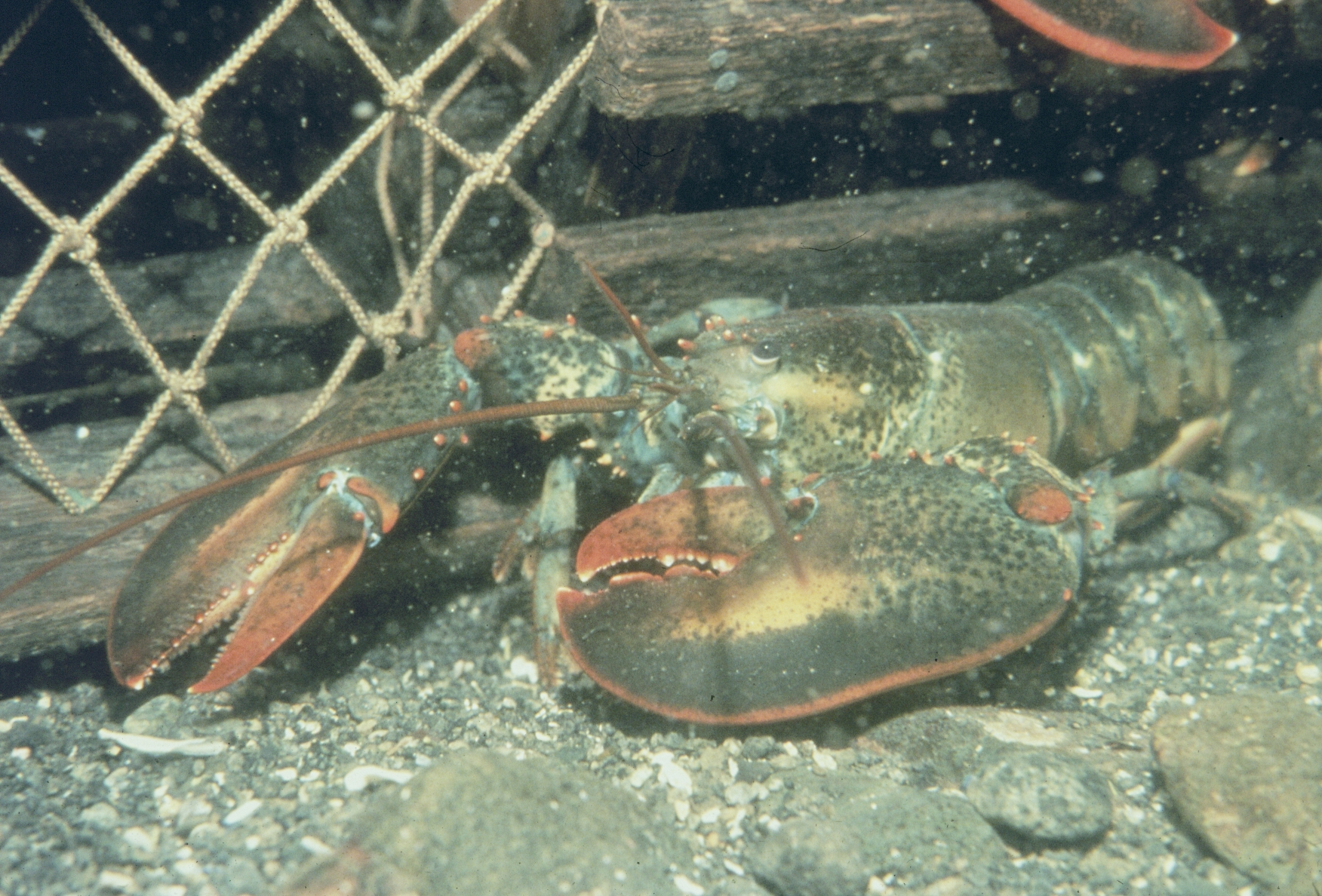
一隻於美國羅德島州附近海域中的成年美洲螯龍蝦。

美國商業捕魚的2007年產值為38億美元，其中73%來自生物鈣化動物及其直接捕食者。美洲螯龍蝦、北極蛤和扇貝生長受到影響，表示可供銷售和消費的數量也會減少。阿拉斯加帝王蟹捕撈也受到嚴重威脅，因為螃蟹也是生物鈣化動物。當幼年阿拉斯加帝王蟹暴露在酸化程度較高的環境時，95天後的死亡率達到100%。美國於2006年允許捕撈的阿拉斯加帝王蟹配額佔螃蟹捕撈總量的32%，大量銷往日本與加拿大，當數量減少後，會有重大的經濟後果。

## 可能的反應

### 氣候變化緩解
減少二氧化碳排放（即緩解措施）是解決海洋酸化的唯一解決方案。而一些緩解措施著重於由大氣中移除二氧化碳（CDR）（例如直接空氣捕獲（DAC）、生物能源與碳捕獲和儲存（BECCS））。如此做也可減慢酸化速度。
從海洋中去除二氧化碳的方法包括海洋施肥、人工上升流/下降流、海藻養殖、生態系統復育、增強海洋鹼性、增強風化和電化學過程。:12-36 這些方法都是利用海洋以移除來自大氣的二氧化碳，並將其儲存在海洋中。這些方法可幫助緩解氣候變化，但可能會對海洋生物產生副作用。所有二氧化碳移除方法的研究自2019年起都有很大進展。
總體上"基於海洋的方法具有每年去除1-100吉噸二氧化碳的潛力"。:TS-94估計成本約為每噸二氧化碳40-500美元。例如增強海中風化作用每年可去除2-4吉噸二氧化碳，成本估計為每噸二氧化碳50-200美元。:TS-94

### 添加鹼性的除碳技術
一些碳移除技術會為海洋添加鹼性，此法可立即緩衝pH值變化，對於實施區域中的生物有益。其中兩種是海洋鹼性增強和電化學方法。但由於擴散作用，對遠處水域的影響將會將非常小，這也是稱其為"局部海洋酸化緩解"的原因。這兩種技術都具有可大規模運作，並有效去除二氧化碳的潛力。:Table 9.1但價格昂貴，也存在許多風險和副作用，目前技術成熟度較低。:12-36

#### 海洋鹼性增強
海洋鹼性增強（OAE）是一種"涉及在海洋表面沉積鹼性礦物質或其分解產物以移除二氧化碳的方法"。:2241此過程會增加海洋表面層總鹼性，將有助於增加海洋對二氧化碳的吸收。此過程涉及透過採用岩石（矽酸鹽、石灰石和氧化鈣）的加速風化來增加碳酸氫鹽的數量。:181過程模仿矽酸鹽-碳酸鹽循環。 二氧化碳或變成碳酸氫鹽，並以此形式保留100多年，或是沉澱為碳酸鈣。當碳酸鈣埋藏在深海中時，可無限期將碳保留。
增強風化是海洋鹼性增強方法中的一種。此法透過灑下細小的岩石顆粒來增加鹼性。可在陸地和海洋上實施（最終均會影響海洋）。
添加鹼性除能封存二氧化碳外，還可以緩衝海洋的pH值，降低海洋酸化。但由於人們對生物體如何應對增加的鹼性（即使是天然來源的鹼性物質）知之甚少。例如一些矽酸鹽岩石的風化可能會在風化所在釋放大量的微量金屬。
海洋鹼性增強行動（採礦、粉碎、運輸）與其他二氧化碳移除技術相比，所需的成本和能源較高。估計直接向海洋添加鹼性礦物質，移除每噸二氧化碳的成本為20-50美元。:12-50
實驗用的鹼性材料包括石灰石、水鎂石、橄欖石和鹼性溶液。另一方法是在海水淡化過程中使用電力以提高鹼性，以捕獲水中的二氧化碳。

#### 電化學方法
電化學方法(或稱電解法）可直接從海水中去除二氧化碳。電化學過程也是海洋鹼性增強的一種。有些方法著重於直接去除二氧化碳（以碳酸鹽和二氧化碳氣體的形式），而有些方法則利用沉澱金屬氫氧化殘留物來增加海水的鹼性，以吸收二氧化碳。由此過程中產生的氫氣可經分離，做能源使用，或是製成如鹽酸的產品。
然而實施電解碳捕獲成本昂貴，所消耗的能源也較高。評估此過程對環境影響的研究正在進行中。一些影響，包括廢水中存有毒化學物質以及廢水中溶解無機碳數量減少，都會對海洋生物產生負面影響。

## 政策和目標

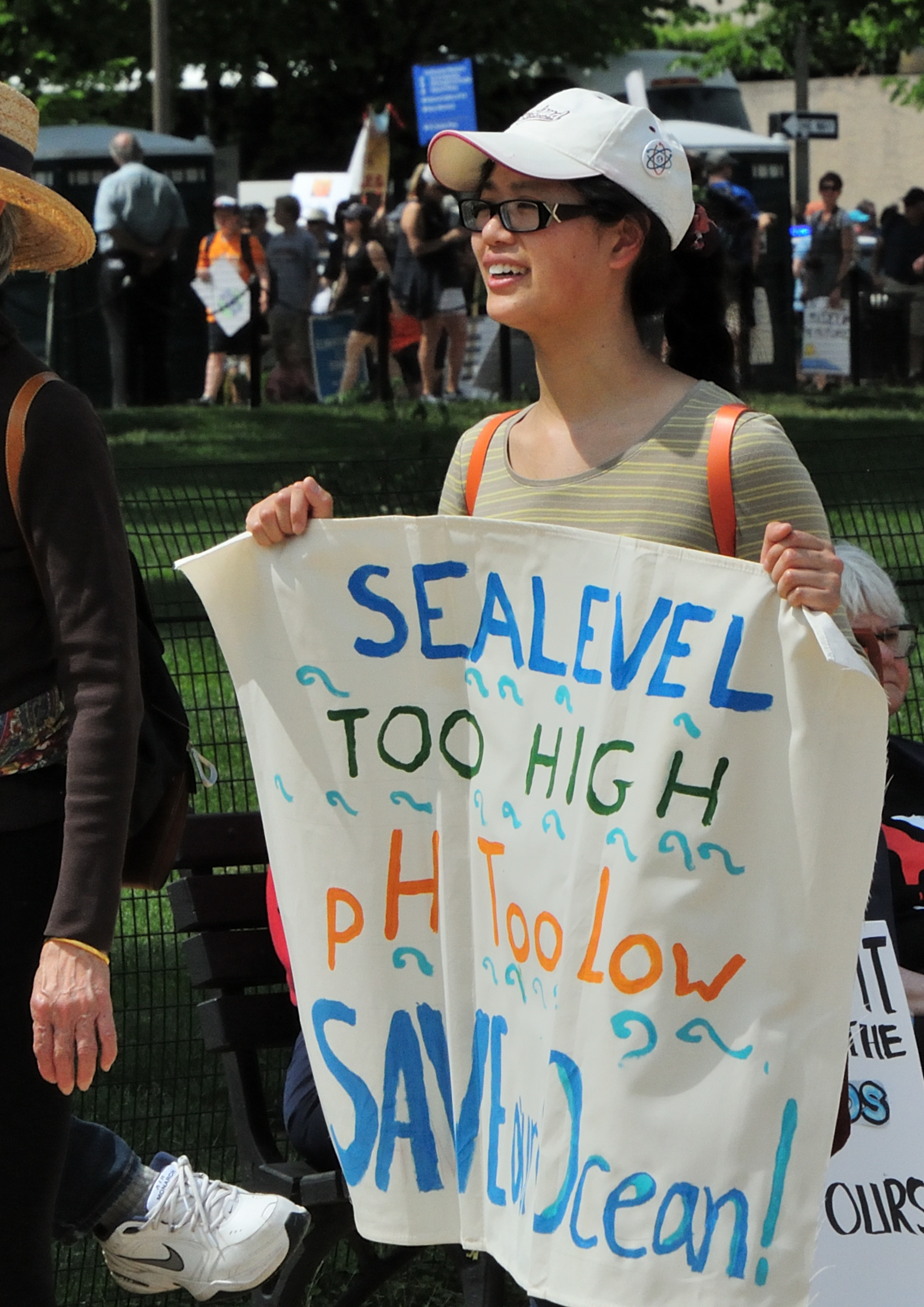
參與人民氣候大遊行（2017年）的示威者要求為克服海洋酸化採取行動。

### 全球政策
當人們對海洋酸化的認識不斷增強之後，目的在加強對此監測的政策也被制定。法國籍海洋科學家讓-皮埃爾·加圖索曾在2015年表示，"在先前的氣候談判中，海洋問題僅受到最低限度的關注。我們的研究結果為2015年聯合國氣候峰會（於巴黎舉行）上提供令人信服的論點，而促進徹底變革"。
國際間合作，例如《聯合國卡塔赫納公約（UN Cartagena Convention）》（1986年生效），在加強對高度脆弱地區地方政府提供的支持非常重要。許多國家，例如太平洋島嶼國家和領土制定有區域政策，或國家海洋政策、國家行動計劃、國家調適行動計劃以及氣候變化和減少災害風險聯合國家行動計劃，以幫助實現永續發展目標 14。現在開始根據這些框架來應對海洋酸化的影響。

#### 聯合國海洋十年計畫
聯合國海洋十年（UN Ocean Decade，2021年-2030年）計畫之下有一個名為"研究海洋酸化，促進永續發展"（OARS）的項目，是由全球海洋酸化觀測網絡（GOA-ON）及其合作夥伴提出，並已被正式批准為聯合國海洋十年科學促進永續發展中的一項。OARS以GOA-ON的工作為基礎，其目標如下： 進一步發展海洋酸化科學、增加海洋化學變化的觀測、確定對當地和全球的海洋生態系統的影響，並為決策者提供緩解和適應海洋酸化所需的資訊。

#### 全球氣候指標
海洋酸化的重要性體現在其被納入七個全球氣候指標之一。這些指標是一組描述氣候變化的參數（而非將氣候變化簡化為僅有氣溫升高一項）。指標包括氣候變化最相關領域的訊息：氣溫和能源、大氣成分、海洋和水以及冰凍圈。全球氣候指標是於全球氣候觀測系統 (GCOS)的工作過程中，於1992年由科學家和氣候傳播專家共同確定。此指標已獲得世界氣象組織（WMO）的認可。指標構成WMO年度全球氣候狀況聲明的基礎，這項聲明已提交給聯合國氣候變化綱要公約 (UNFCCC) 締約方會議 (COP)。此外，歐盟執行委員會的哥白尼氣候變化服務（C3S）將這些指標用於其年度發佈的"歐洲氣候狀況"報告中。

#### 永續發展目標 14
聯合國於2915年通過《2030年議程》和17個永續發展目標（SDG）系列，其中包括一個專門針對海洋的目標 - 永續發展目標 14，呼籲"為達到永續發展而保護和永續利用海洋及其中資源"。永續發展目標 14.3直接針對海洋酸化問題提出處理建議。目標 14.3的完整標題是："最大限度減少和解決海洋酸化的影響，包括透過加強各級科學合作"。此目標有一個指標：指標 14.3.1要求"在商定的一組代表性採樣站測量的平均海洋酸度（pH）"。
聯合國教科文組織之下的政府間海洋學委員會（IOC）被指定為永續發展目標 14.3.1指標的託管機構。IOC-UNESCO的任務是制定永續發展目標 14.3.1指標方法，每年收集目標指標的數據並向聯合國報告進展。

### 國家層級的政策

#### 美國
美國於2009年通過《聯邦海洋酸化研究和監測法案》支持政府機構例如美國國家海洋暨大氣總署（NOAA）的"海洋酸化計畫"。美國國家環境保護局（EPA）於2015年駁回一項公民要求EPA根據1976年有毒物質控制法案以監管二氧化碳的請願（目的為減輕海洋酸化）。EPA在駁回中說明海洋酸化帶來的風險正透過國內行動（例如巴拉克·歐巴馬頒佈的總統氣候行動計劃）而得到"更有效率、更有效果解決"酸化的風險，同時政府正尋求多種途徑與其他國家合作，加上各國內部也在自行努力，以減少溫室氣體排放和森林砍伐，促進使用清潔能源和增進能源效率。

## 歷史
對海洋酸化的研究以及對該問題的意識升高已經持續幾十年。基礎研究始於1909年丹麥化學家瑟倫·索任生創建的酸鹼值衡量單位（pH值）。到1950年代左右，海洋發揮吸收化石燃料二所產氧化碳的巨大作用已為專家所知，但未得到更廣泛的科學界重視。在整個20世紀中的大部分，人們的焦點一直是海洋吸收二氧化碳的有益部分（顯著改善氣候變化）。 "好事多到過了頭"的概念較遲經由一些關鍵事件引發才發展出來，而海洋作為多餘熱量和二氧化碳儲存庫，以應對氣候變化的重要緩衝仍然發揮關鍵作用。
到1970年代初，有關海洋中長期累積二氧化碳而造成的問題已在世界各地出現，而引起激烈的爭論。研究人員對燃燒化石燃料，造成二氧化碳在大氣和海洋中累積提出評論，並提請人們注意對海洋生物可能造成的影響。到1990年代中期，隨著大氣中二氧化碳濃度急劇上升，導致海洋中pH值和碳酸根離子不可避免的變化，成為關注珊瑚礁命運科學家們所擔憂的焦點。
到20世紀末，海洋已吸收全球變暖約90%的熱量，與燃燒化石燃料累積排放二氧化碳的50%，對海洋生物的影響也變得越來越重要，其間的權衡取捨變得更為清晰。至2003年，在籌劃2004年於巴黎召開"首屆高二氧化碳世界海洋研討會（First Symposium on the Ocean in a High-CO2 World）"之時，全球已有許多有關海洋酸化的新研究成果被發表。
國際科學院夥伴成員於2009年呼籲世界領導人"認識到減少大氣中二氧化碳累積是緩解海洋酸化中唯一可行的解決方案"。該聲明也強調"重振行動，減少對海洋生態系統的過度捕撈和污染等壓力因素，以增強海洋酸化的韌性"的重要性。
例如於2010年所做的研究發現，僅在1995年至2010年的15年期間，從夏威夷到阿拉斯加的太平洋上層100米的酸度就已增加6%。
根據NOAA局長簡·盧布琴科於2012年7月發佈的聲明，"地表水體的變化比最初所做的估計要快得多。這是我們對存在大氣中二氧化碳的數量非常擔心的另一原因。而人類仍在持續排放中。"
於2013年所做的一項研究發現海洋酸度增加的速度比地球史上發生的任何進化危機時期的都要快上10倍。
"第三屆高二氧化碳世界海洋研討會"於2012年在美國加利福尼亞州蒙特瑞舉行。會議發表的政策制定者摘要指出"海洋酸化的研究工作正在迅速發展"。
於2015年，22位領先海洋科學家在英文學術期刊《科學》雜誌上發表的綜合報告中表示燃燒化石燃料產生的二氧化碳正以比二疊紀—三疊紀滅絕事件（又稱大死亡，為地球上已知最嚴重的滅絕事件）以來的任何時候都更快將海洋的化學成分改變。報告強調各國政府商定僅將全球變暖升溫控制在2 °C之內，明顯的是溫室氣體排放量削減幅度不夠，無法阻止其對世界海洋的"巨幅影響"。

## 外部連結
- Global Ocean Acidification Observing Network (GOA-ON) （页面存档备份，存于）
- United Nations Decade of Ocean Science for Sustainable Development (2021-2030) （页面存档备份，存于）